# Gröppendorf

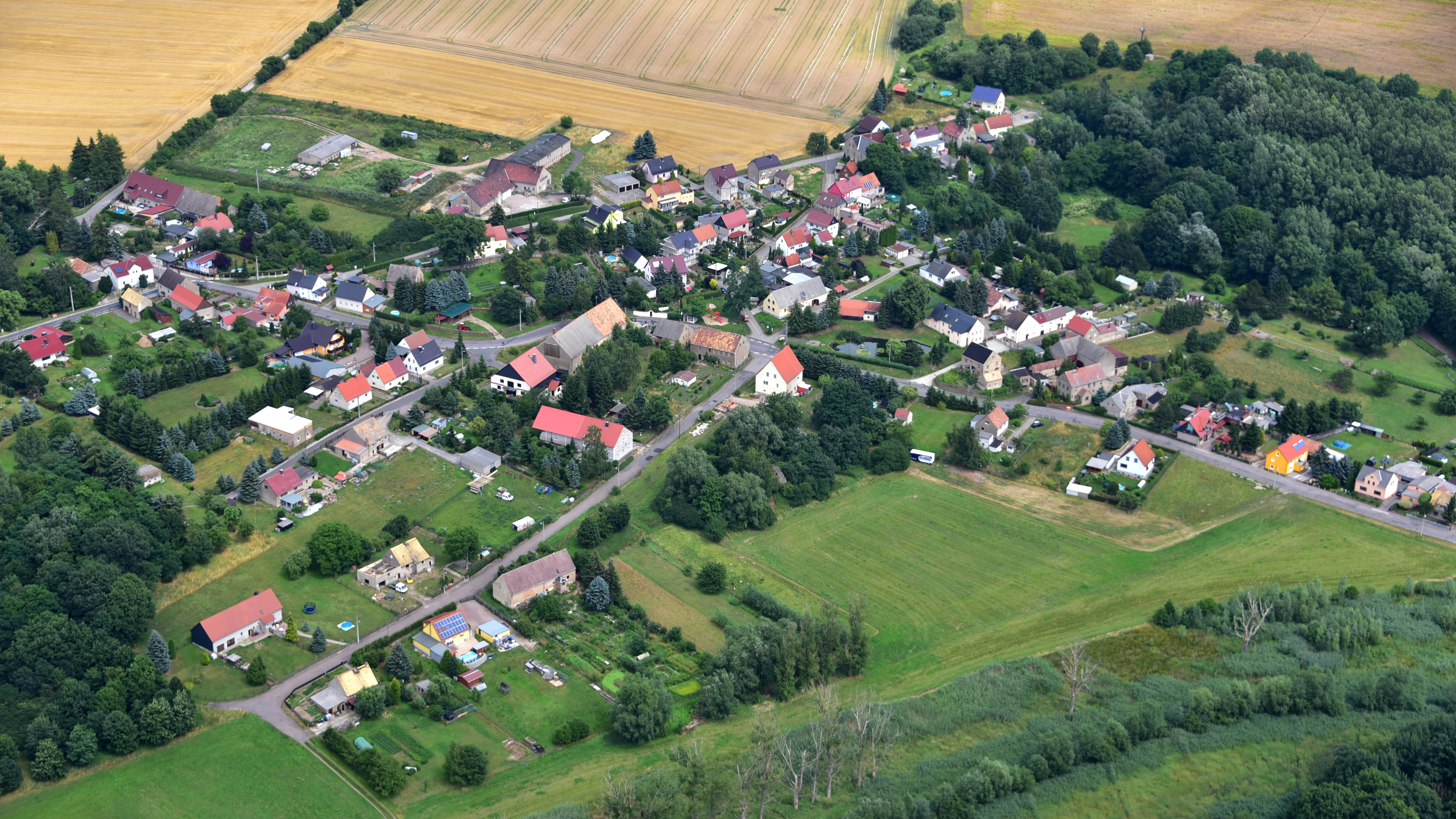
Gröppendorf, Luftaufnahme (2017)

Gröppendorf ist ein 268 Hektar großer Ortsteil der Gemeinde Wermsdorf im Landkreis Nordsachsen in Sachsen. Gröppendorf liegt zwischen Leipzig und Dresden in der Nähe der Bundesautobahn 14.

## Ortsnamenformen
- 1350: Groperdorf
- 1378: Gropperndorf, Groppendorf
- 1421: Groppirndorff
- 1445/47: Groperdorff
- 1534: Greppendorf
- 1548: Groeppendorff
- 1548: Krippendorf
- 1551: Groppendorff

## Namensdeutung
Ein Groper ist auf mittelniederdeutsch ein Töpfer. Groperdorf war somit das Dorf der Töpfer, die offensichtlich bereits im Spätmittelalter das Kaolin verwendeten.

## Geschichte
Gröppendorf ist eine Gutssiedlung mit Häuserzeilen und bildet eine Blockflur mit Parzellen. Der Ort wurde 1350 erstmals erwähnt. Im Dreißigjährigen Krieg hatten Schweden 1637 zwischen Mahlis und Gröppendorf ein Feldlager, plünderten das Dorf und bereiteten einen Angriff auf Mügeln vor, wurden aber durch kaiserliche Truppen und die Mügelner Bürgerwehr in die Flucht geschlagen. 1874 brannten in Gröppendorf drei Wirtschaften und elf Häuser nieder. Neunzehn Familien mit einhundert Menschen wurden obdachlos. Die Katastrophe war für den kleinen Ort so groß, dass ein Mügelner Hilfskomitee Gelder für die Bedürftigen sammelte. 1875 wurde Gröppendorf in die Amtshauptmannschaft Oschatz eingegliedert. 1945 kamen fünfundachtzig Heimatvertriebene aus Schlesien. 1952 gründeten sechs sogenannte Neubauern die LPG Typ I Freundschaft, die bereits 1954 wieder aufgelöst und von der LPG Typ III Friedrich Engels in Mahlis übernommen wurde. 1961 wurde wiederum eine LPG Typ I mit dem Namen Heimattreue gegründet. Im Frühjahr 1973 wurde Gröppendorf nach Mahlis eingemeindet. Am 1. März 1994 kam Gröppendorf mit Mahlis zur Gemeinde Wermsdorf.

### Rittergut Gröppendorf
Das Rittergut wurde 1445 durch das Vorwerk Schleben das erste Mal erwähnt und bewirtschaftete 80 ha. Eigentümer waren 1552 Martin und Balthasar von Canitz. Im Kriegsfall hatte das Rittergut einen Fußknecht, einen Harnisch und drei lange Spieße zu stellen, bzw. musste sich das Gut an den Kosten der Heerfahrtswagen des Amtes Grimma beteiligen. Ab 1696 bis 1716 war der Wermsdorfer Gerichtsvorsteher Johann Jakob Zobel Besitzer des Gutes. Nach 1836 unterstand das Rittergut dem Justizamt Mutzschen. Am 17. März 1852 wurde die Gerichtsbarkeit des Ritterguts über Gröppendorf und einen Teil von Glossen nach Abtretung an den Staat dem Justizamt Mügeln übertragen. Ende des 19. Jahrhunderts erwarb Emil Wünning aus Mölbis das Rittergut und vererbte es an seine Tochter Constanze Charlotte Johanne (* 1. November 1865 in Mölbis; † 28. Februar 1945 in Gröppendorf). 1925 bewirtschaftete das Rittergut 248 ha Wirtschaftsfläche. Letzter Privateigentümer war der königlich-preußische Oberleutnant Ernst Otto Joachim von Bose (* 2. Oktober 1891 in Hannover; † 30. Dezember 1960 in Goslar) und seine Ehefrau Ida Henriette Constanze (* 30. Juni 1888 in Oberfrankleben; † 16. September 1959 in Goslar). 1945 wurde das Rittergut enteignet und an 32 Neubauern aufgeteilt. 1949 wurde ein Teil des Schlosses abgerissen. 1999 richtete der Festausschuss 650 Jahre Gröppendorf eine Petition mit 141 Unterschriften an den Deutschen Bundestag, um den Abriss der Ruine des ehemaligen Rittergutsgebäudes zu erwirken. Diesem wurde zugestimmt und das Rittergut Gröppendorf vollständig abgerissen.

## Bürgermeister
Der letzte Bürgermeister wurde auf einer Sitzung am 26. März 1973 abberufen.

## Entwicklung der Einwohnerzahlen
| Jahr | Einwohner |
| ---- | --------- |
| 1548 | 23        |
| 1834 | 260       |
| 1925 | 289       |
| 1939 | 239       |
| 1964 | 302       |

## Kirche
Gröppendorf gehört zum evangelisch-lutherischen Kirchspiel Mahlis.

## Verkehr

Schmalspurbahn Mügeln–Nerchau mit Haltepunkt Gröppendorf

### Schmalspurbahn Mügeln–Nerchau
Am 27. September 1888 begannen die Rübentransporte auf der Schmalspurbahn Mügeln–Nerchau. Die Strecke, die durch Gröppendorf führte, wurde im Volksmund Mügeln–Mutzschen–Mailand genannt. Der Haltepunkt Gröppendorf lag am Kilometer 5,73 und am Fuße des Leitenberges direkt neben der Landstraße, etwas abseits der Ortschaft. Die Gröppendorfer Kinder benutzten den Zug, um zur Schule nach Mahlis zu fahren. Der Bahnbetrieb wurde am 30. September 1972 eingestellt. Ein 1996 errichtetes Stationsschild erinnert an die Zeit der vorbeifahrenden Schmalspurzüge.

## Wirtschaft

### Kaolingrube Gröppendorf
Die Kemmlitzer Kaolinwerke als Zweigniederlassung der Caminauer Kaolinwerk GmbH in Mügeln betreibt einen Betriebsteil in Gröppendorf, in dem Rohkaoline abgebaut und verladen werden. Das Kemmlitzer Kaolinrevier ist eines der bedeutendsten Abbaugebiete von feinkeramischen Kaolinen in Deutschland. Das Ausgangsgestein war ein vulkanisches Urgestein, das durch Erosion und die Einwirkung von Eismassen in der letzten Eiszeit in unterschiedlich großen Mulden kaolinisierte Rhyolithe bildete. Eine dieser Mulden ist der Tagebau in Gröppendorf. Die Lagerstätte hat eine Größe von 330.000 m² mit einer mittleren Mächtigkeit von 25 m und wurde bereits 1824 unter anderem für die Fayence- und Steingutfabrik Hubertusburg erkundet. Da die gebrannten Probeköper aber ockerfarbene und braune Funde aufwiesen, erfolgte kein Abbau. 1964 bis 1967 erfolgten weitere Erkundungen. Der eigentliche Tagebau begann 1972. Die Lagerstätte trägt zwar den Namen Gröppendorf befindet sich aber zum größten Teil auf der Glossener Flur.

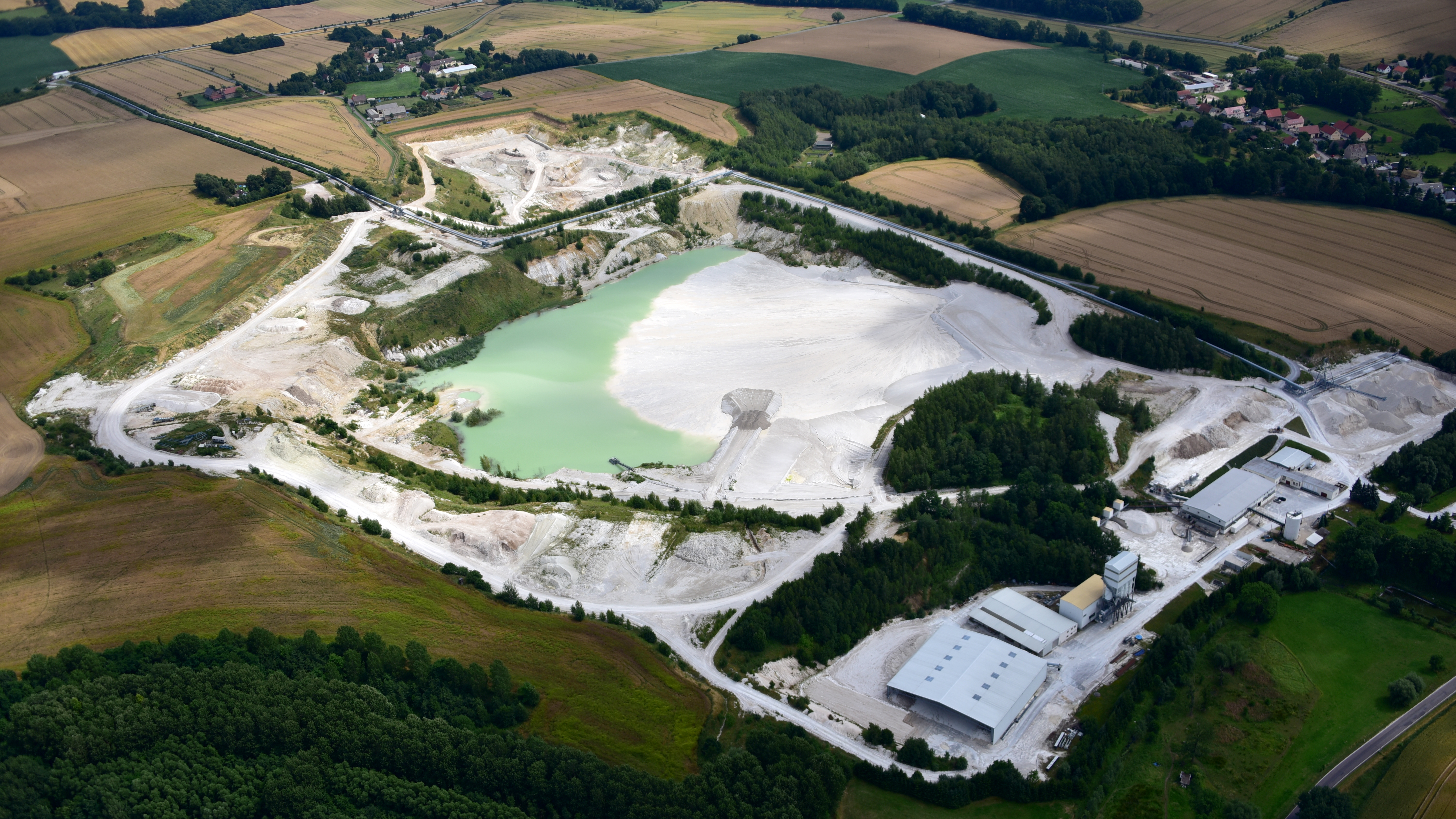
Kaolintagebau Gröppendorf, Luftaufnahme (2017)

## Persönlichkeiten

Hermann Schneider

| Name                           | Lebenszeitraum                                                 | Beziehung zu Gröppendorf                                                   |
| ------------------------------ | -------------------------------------------------------------- | -------------------------------------------------------------------------- |
| Camillo Karl Schneider         | (* 7. April 1876 in Gröppendorf; † 5. Januar 1951 in Berlin)   | Botaniker                                                                  |
| Hermann Schneider              | (* 29. Januar 1872 in Gröppendorf; † unbekannt)                | Politiker in den 1930er Jahren Reichsinspekteur für die Erzeugungsschlacht |
| Johann Karl Heinrich von Zobel | (* 18. Juli 1773 in Gröppendorf; † 7. September 1849 in Borna) | Theologe                                                                   |

## Freiwillige Feuerwehr
Im Juli 1997 feierte die Freiwillige Feuerwehr ihr siebzigjähriges Bestehen.

## Sehenswürdigkeiten

### Gröppendorfer Hydrophane
Im Melaphyr von Gröppendorf finden sich Hydrophane, das sind Milchopale, Edelsteine mit milchig weißer Farbe, welche die Fähigkeit besitzen, Wasser aufzunehmen. Durch die Wasseraufnahme werden die Steine für kurze Zeit durchsichtig und erhalten ihr volles Farbenspiel. Die Steine wurden oft zu Ringsteinen verarbeitet. Der Stein wurde im 18. Jahrhundert Weltauge oder auch oculus mundi genannt.